# Monasterio de San Sebastián dels Gorgs
El monasterio de San Sebastián dels Gorgs o del Gorch (en catalán: monestir de Sant Sebastià dels Gorgs) es un antiguo cenobio benedictino que se encuentra en la localidad de San Sebastián des Gorgs, del municipio de Avinyonet del Penedés, en la comarca catalana del Alto Panadés. En el año 2000 la Generalidad de Cataluña lo declaró Bien Cultural de Interés Nacional.

## Historia
Aunque el topónimo gorgs aparece en documentos de 976, el origen del cenobio se encuentra en una donación realizada en 1024 por Ermengarda, hermana del vizconde de Barcelona. Donó unas tierras para que se instalara en ellas una comunidad de monjes. La fundación del monasterio corrió a cargo de su hijo Mir Geribert. Se desconoce la fecha exacta de la fundación del cenobio que, en 1052 contaba ya con una comunidad formada por cinco monjes, regidos por el abad Miró. 
La prosperidad del monasterio fue poca y en 1059 el propio Mir Geribert lo unió al de San Víctor de Marsella en calidad de priorato. El priorato entró en crisis a mediados del siglo XIV. La comunidad de religiosos residía fuera del edificio en el que únicamente habitaba el padre prior. En 1412 fue comprado por el monasterio de Montserrat que realizó diversas obras de restauración aunque no consiguió recuperar el esplendor del cenobio. En 1820 quedó convertido en parroquia.

## Arquitectura
Se conserva la iglesia del priorato, dedicada a Santa María. De origen románico, se conserva la antigua portalada de este periodo con un tímpano del siglo XII. En el tímpano aparece la figura del cristo en Majestad enmarcado por una mandorla. Se encontraba en ruinas en 1388 y se reconstruyó la cabecera del templo en estilo gótico. También se reconstruyó el campanario, de estilo lombardo, tres pisos y con cubierta a dos aguas. De planta cuadrada, tiene decoración lombarda con arquillos ciegos y lesenas; se accede a ella a través del ábside gótico. La planta baja está cubierta con bóveda de cañón y el tercer piso tiene ventanas geminadas con columnas y capiteles esculpidos.
Del antiguo claustro tan solo se conservan tres galerías y de esas tres, la oriental está incompleta. Fue construido entre los siglo XI y XII. En todas las galerías las columnas presentan capiteles decorados con motivos vegetales y animales. Los capiteles que se conservan han sido ampliamente estudiados; presentan una interesante talla a bisel con entrelazos, característica de la escultura monumental del sur de Francia que influyó también en la iglesia del monasterio de San Pedro de Roda. La segunda etapa de esculturas es de baja calidad y parece que está influenciada por los maestros del Midi francés. Los capiteles muestran parejas de grifos picoteando sus alas y figuras humanas devoradas por animales. Estos temas se encuentran en bastantes monumentos catalanes de finales del siglo XII. Puede verse un ejemplo en la catedral de la Seo de Urgel.